# Kodeks handlowy
Kodeks handlowy – akt prawny regulujący większość zagadnień polskiego międzywojennego prawa handlowego, wprowadzony rozporządzeniem Prezydenta Rzeczypospolitej z 27 czerwca 1934 r. z mocą obowiązującą od 1 lipca 1934 r. Kodeks handlowy był oznaczony jako część I. Częścią drugą miało być rozporządzenie o prawie morskim, a częścią trzecią – rozporządzenie o prawie ubezpieczeniowym.
Z dniem 1 czerwca 1965 r. utraciły moc postanowienia zawarte w jego II księdze. Wejście w życie ustawy z dnia 15 września 2000 r. – kodeksu spółek handlowych w 2001 r. doprowadziło do uchylenia całej dotąd obowiązującej I księgi z wyjątkiem przepisów o firmie i prokurze, które utraciły moc obowiązującą 25 września 2003 r. na podstawie art. 9 ustawy z dnia 14 lutego 2003 r. o zmianie ustawy – Kodeks cywilny oraz niektórych innych ustaw.

## Geneza i struktura
Kodeks handlowy stanowił efekt działań Komisji Kodyfikacyjnej, która równolegle prowadziła pracy nad projektem kodeksu zobowiązań. Referentem kodeksu handlowego był Tadeusz Dziurzyński, zaś koreferentem Maurycy Allerhand. Projekt zawierał rozwiązania zaczerpnięte przede wszystkim z ustawodawstwa niemieckiego, choć wyróżniał się także nowatorskimi instytucjami takimi jak odpowiedzialność członka zarządu spółki z ograniczoną odpowiedzialnością za jej zobowiązania.
Kodeks składał się z dwóch ksiąg. Pierwsza – Kupiec – zawierała część ustrojową prawa handlowego. Druga – Czynności handlowe – regulację poszczególnych typów czynności prawnych dokonywanych w stosunkach kupieckich.